# Will of the People (chanson)
Singles de Muse
Compliance
(2022) Kill or Be Killed
(2022)
Will of the People est le morceau éponyme et le morceau d’ouverture du neuvième album du trio britannique Muse. Sorti le 1er juin 2022, il est le 45e single du groupe et le troisième extrait de l'album après Won't Stand Down et Compliance sortis en janvier et mars de la même année.
Il a été enregistré en 2021 au studio Abbey Road à Londres comme le reste de l'album.

## Histoire de la chanson
Le single est annoncé sur les réseaux sociaux officiels du groupe le vendredi 27 juin 2022. Il sort sur les plateformes musicales et YouTube, le 1er juin 2022. La sortie du single est accompagnée de l’annonce d’une série de concerts privés dans quelques petites salles américaines et européennes dont une date à la Salle Pleyel de Paris en octobre 2022.

## Le morceau

### Sonorités et thématiques
Il s’agit d’un morceau rock aux sonorités des années 90, aux chœurs scandant « Will of the People ». 
Le morceau est décrit avec ces mots par le groupe sur leur compte Instagram : « Il s’agit d’une histoire fictive, dans un métavers fictif sur une planète fictive dirigée par un état autoritaire fictif, régi par un algorithme fictif, animé par un centre de données fictif alimenté par une banque fictive, imprimant une monnaie fictive qui contrôle la population d’une ville fictive formée d’appartement fictifs, où un homme fictif se réveille, un jour, et se dit « Allez vous faire foutre » ».

## La vidéo
La vidéo est publiée le 1er juin 2022 sur YouTube. Il s’agit d’une vidéo d’animation 3D réalisée par Tom Teller. Elle met en scène des scènes d’émeutes et de soulèvement d’un peuple en révolte qui font tomber les statues, les sculptures de leurs dirigeants incarnés par les trois membre du groupe. Ils taguent le monogramme WOTP sur les bâtiments de la ville. A la fin, trois émeutiers retirent leur masques, il s’agit des membres du groupe eux-mêmes. 